# Jezioro Dymno
Jezioro Dymno este o arie protejată (sit de importanță comunitară — SCI) din Polonia întinsă pe o suprafață de 114,67 ha, integral pe uscat.

## Localizare
Centrul sitului Jezioro Dymno este situat la coordonatele 53°55′27″N 17°03′19″E / 53.9243°N 17.0553°E.

## Înființare
Situl Jezioro Dymno a fost declarat sit de importanță comunitară în octombrie 2009 pentru a proteja 1 specie de animale.

## Biodiversitate
Situată în ecoregiunea continentală, aria protejată conține 3 habitate naturale: Ape puternic oligomezotrofe cu vegetație bentonică cu Chara spp., Fânețe de joasă altitudine (Alopecurus pratensis, Sanguisorba officinalis), Mlaștini turboase de tranziție și turbării mișcătoare.
La baza desemnării sitului se află o specie protejată de  mamifere: castor (Castor fiber).